# Bruce Beehler

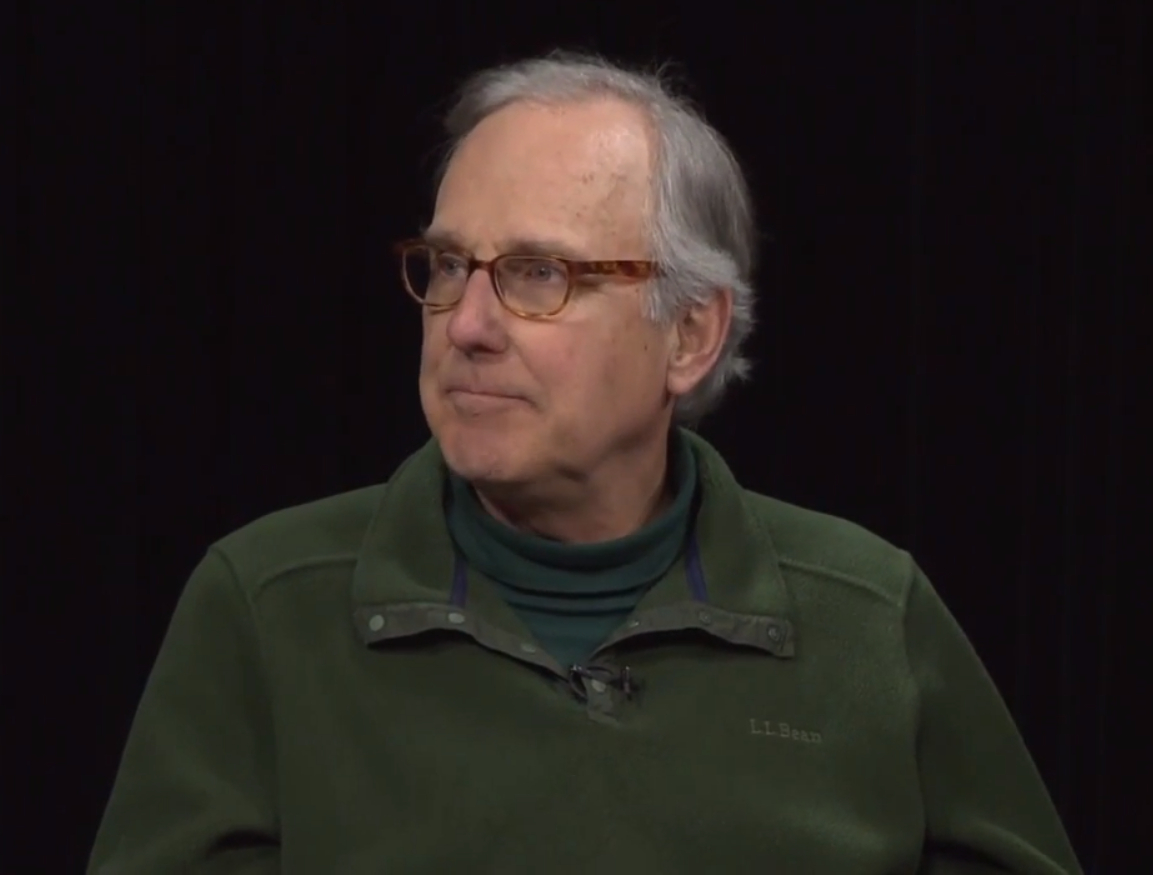
Bruce Beehler, 2018

Bruce McPherson Beehler (* 11. Oktober 1951 in Baltimore, Maryland) ist ein US-amerikanischer Ornithologe, Ökologe und Naturschützer. Er gilt als Experte für die Avifauna Neuguineas.

## Leben
Bruce Beehlers Eltern William Henry und Cary Beehler (geborene Baxter) waren Kaufleute. 1974 graduierte er am Williams College in Williamstown, Massachusetts zum Bachelor of Arts. 1978 erlangte er an der Princeton University seinen Master-of-Arts-Abschluss. 1983 promovierte er mit seiner Doktorarbeit „The Behavioral Ecology of four Birds of Paradise“ zum Ph.D. Beehlers Arbeitsschwerpunkte sind die Naturschutzbiologie und die Tropenökologie. Seit 1975 studiert er die Biodiversität Neuguineas. International für Aufsehen sorgte seine von der Organisation Conservation International initiierte Expedition in die weitgehend unerforschten Fojagebirge Westneuguineas im Dezember 2005, wo ihm und seinem Team die Entdeckung von rund 40 neuen Tierarten und die weltweit ersten Fotos des Berlepschparadiesvogels und des Gelbscheitelgärtners gelangen. Bei einer erneuten Expedition ins Fojagebirge im Juni 2007 in Begleitung eines Filmteams des Nachrichtenmagazins 60 Minutes entdeckte er eine neue Riesenbaumrattenart und eine neue Schlafbeutlerart. Daneben bereiste er Indien, Madagaskar, Indonesien, die Philippinen, Panama und die Elfenbeinküste. Beehler verfasste mehrere Bücher über die Vogelwelt und die Ökologie Neuguineas, darunter Upland birds of northeastern New Guinea: A guide to the hill and mountain birds of Morobe Province (1978), Species-checklist of the birds of New Guinea (1985), Birds of New Guinea (1986, 2014, 2016 (überarbeitete Neuauflage) mit Thane K. Pratt), A Naturalist in New Guinea (1991), The Birds of Paradise (1998), The Ecology of Indonesian Papua (2 Bände) (2007), Lost Worlds: Adventures in the tropical rainforest (2008), North on the Wing: Travels with the Songbird Migration of Spring (2018) und New Guinea: Nature and Culture of Earth’s Grandest Island (2020, mit Tim Laman).
Seit 1982 ist Bruce Beehler mit Carol Elizabeth Hare (einer Grafikdesignerin) verheiratet. 2007 benannte er den Carolahonigfresser (Melipotes carolae) nach seiner Frau.

## Dedikationsnamen und Ehrungen
1977 benannte Sidney Dillon Ripley die Neuirland-Unterart der Südseedrossel Turdus poliocephalus beehleri nach Beehler, der 1976 den Holotypus sammelte. 1999 ehrte der Botaniker Wayne Takeuchi vom Bernice P. Bishop Museum Bruce Beehler mit dem Artepitheton der Pflanzenart Glochidion beehleri aus der Familie der Phyllanthaceae, die in Westneuguinea vorkommt. 2021 erhielt er den Elliott Coues Award der American Ornithologists’ Union.